# Christina Schmidt (Fußballspielerin)
Christina „Tina“ Schmidt (* 15. Dezember 1973) ist eine ehemalige deutsche Fußballspielerin.

## Karriere
Schmidt gehörte bereits 17-jährig der ersten Mannschaft des TSV Siegen an, die die Gruppe Nord der seinerzeit zweigleisigen Bundesliga 1992 als Sieger abschloss. In der Endrunde um die Deutsche Meisterschaft setzte sie sich im Halbfinale mit jeweils zwei Siegen im Hin- und Rückrundenspiel gegen den TuS Niederkirchen durch und erreichte das Finale. In diesem – am 28. Juni 1992 im Siegener Leimbachstadion vor 2.649 Zuschauern ausgetragenen und mit 2:0 gegen Grün-Weiß Brauweiler gewonnenen – Spiel wurde sie ab der 69. Minute für Heike Czyganowski eingesetzt. Für diese Spielerin wurde sie bereits im Pokalfinale am 23. Mai 1992 im Olympiastadion Berlin vor 30.000 Zuschauern – als Vorspiel zum Männerfinale – bei der 0:1-Niederlage gegen den FSV Frankfurt in der 60. Minute eingewechselt.
Mit Übertritt der Frauenfußballabteilung des TSV Siegen – noch vor Saisonbeginn 1996/97 – zu den Sportfreunden Siegen, spielte sie für diese als Mittelfeldspielerin noch bis Saisonende 2000/01, ab 1997/98 in der eingleisigen Bundesliga.

## Erfolge
- Deutscher Meister 1992
- DFB-Pokal-Finalist 1992
- DFB-Supercup-Finalist 1995